# Kolanjīn
Kolanjīn (persiska: كلنجين, كُلِنجين, كَلَنجين, كُلَنگين, قولانجين) är en ort i Iran.   Den ligger i provinsen Qazvin, i den nordvästra delen av landet, 180 km väster om huvudstaden Teheran. Kolanjīn ligger 1 856 meter över havet och antalet invånare är 979.
Terrängen runt Kolanjīn är kuperad västerut, men österut är den platt.Runt Kolanjīn är det ganska tätbefolkat, med 108 invånare per kvadratkilometer. Kolanjīn är det största samhället i trakten. Trakten runt Kolanjīn består i huvudsak av gräsmarker.